# 国立競技場のデザインコンペ (2012年)
国立競技場のデザインコンペ（こくりつきょうぎじょうのデザインコンペ）は、2012年（平成24年）に行われた日本の国立競技場の建て替えのデザインコンペティション。2020年夏季オリンピックの開催都市決定の前年に開催された。正式名称は新国立競技場基本構想国際デザイン競技（しんこくりつきょうぎじょうきほんこうそうこくさいデザインきょうぎ）。

## 概要
2012年7月13日に日本スポーツ振興センター（JSC）と国立競技場将来構想有識者会議は、コンペの実施を決定した。スポーツ施設が集積する明治神宮外苑の狭い立地ながら、「2019年9月のラグビーW杯（2009年（平成21年）7月28日に開催地決定）の会場使用に間に合うこと」「8万人規模」「開閉式の屋根（夏季五輪のメイン会場では初）」「延床面積約290,000m2」などの細かい指定 が募集要項に記載され、「総工事費は、約1,300億円程度を見込んでいる」とも記された。新聞見開き全面広告 では、「完成は2018年度」と記載された。
約2か月の募集期間の応募総数は計46件（海外34・国内12）あり、技術調査・予備審査・一次審査で11件（海外7・国内4）に絞られた。2012年（平成24年）11月15日、有識者会議（第3回）での承認後、審査結果が発表され、イギリスのザハ・ハディドの作品が最優秀賞に決定した。最後まで競った他の2作品は、それぞれ優秀賞（オーストラリアのAlastair Richardson、Cox Architectur）と入選（日本の妹島和世、SANAA事務所＋日建設計）となった。
翌2013年には2020年夏季五輪の東京開催が決まったが、メイン会場である国立競技場のザハ案は建設コストの大幅な膨らみにより2015年に白紙化され、再コンペが行われることとなった。

## 公募内容
2012年7月20日に日本スポーツ振興センターは「新国立競技場」(仮称）デザインの国際設計競技の詳細を発表し、公募を開始した。募集要項は、スポーツWGと文化WGの要望 を、建築WG（座長：安藤忠雄）が取りまとめた。
7月13日の計画内容では、「周辺の都立明治公園や日本青年館まで敷地を広げてサブトラックを敷設」となっていたが、発表した詳細によると敷地をそこまで広げるがサブトラックは敷設されない。明治神宮外苑軟式グラウンドをサブトラック（2015年現在、仮設の可能性が高いとしている）に、明治神宮第二球場を投擲種目の練習場にする構想である。
審査委員 11名 （役職は当時）
- ★の3名は、#有識者会議メンバーでもある。

| 有識者審査委員                        | （施設建築）                          | 委員長                                | 安藤忠雄 ★             | 建築WG座長                     | 建築家                                |
| 有識者審査委員                        | （施設建築）                          | 委員                                  | 鈴木博之               | 建築計画・建築史               | 青山学院大学教授                      |
| 有識者審査委員                        | （施設建築）                          | 委員                                  | 岸井隆幸               | 都市計画                       | 日本大学教授                          |
| 有識者審査委員                        | （施設建築）                          | 委員                                  | 内藤廣                 | 建築計画・景観                 | 前東京大学副長                        |
| 有識者審査委員                        | （施設建築）                          | 委員                                  | 安岡正人               | 環境・建築設備                 | 東京大学名誉教授                      |
| 有識者審査委員                        | （スポーツ利用）                      | 委員                                  | 小倉純二 ★             | スポーツWG座長                 | 日本サッカー協会長                    |
| 有識者審査委員                        | （文化利用）                          | 委員                                  | 都倉俊一 ★             | 文化WG座長                     | 日本音楽著作権協会長                  |
| 日本国以外の籍を有する 建築家審査委員 | 日本国以外の籍を有する 建築家審査委員 | 委員                                  | リチャード・ロジャース | イギリス                       | 建築家（最終審査は欠席）              |
| 日本国以外の籍を有する 建築家審査委員 | 日本国以外の籍を有する 建築家審査委員 | 委員                                  | ノーマン・フォスター   | イギリス                       | 建築家（最終審査は欠席）              |
| 主催者                                | 主催者                                | 委員                                  | 河野一郎               | 日本スポーツ振興センター理事長 | 日本スポーツ振興センター理事長        |
| 実現可能性を確認する 専門アドバイザー | 実現可能性を確認する 専門アドバイザー | 実現可能性を確認する 専門アドバイザー | 和田章                 | 建築構造 ※技術調査員と兼任     | 東京工業大学名誉教授 日本建築学会会長 |

技術調査員
- 総括管理 - 和田章（東京工業大学） ※審査委員の専門アドバイザーと兼任
- 建築分野 - 【構造】三井和男（日本大学）
- 建築設備 - 【メカニカル】藤田聡（東京電機大学）、【空調】川瀬貴晴（千葉大学、建築設備技術者協会会長）、【音響】坂本慎一（東京大学）
- 施工・品質分野 - 野口貴文（東京大学）
- 都市計画分野 - 関口太一（都市計画設計研究所）
- 積算分野 - 木本健二（芝浦工業大学）
- 事業計画分野 - 東一洋（日本総合研究所）
- 建築法規分野 - 【防災計画】河野守（東京理科大学）

ワーキンググループ
- 建築WG （座長：安藤）
  - 安藤を含め、上の表の（施設建築）の計5人
- スポーツWG （座長：小倉）18人
  - 矢部達三、田嶋幸三、尾縣貢、吉田秀博、銭谷眞美、傍士銑太、田口禎則、勝田隆、赤間高雄、浅川伸、池田省治、黒坂達也、友次康裕、松瀬学、槙英俊、阿江通良、中谷元、友近聡朗
- 文化WG （座長：都倉）8人
  - 山崎芳人、田山順一、遠山豊、渡辺ミキ、残間里江子、高田佳夫、小崎宏、石原真

応募資格 (1)-(3) まであり、(3)のみを抜粋。
(3) 応募者の代表者若しくは構成員が次のいずれかの実績を有する者であること。
1 次のいずれかの国際的な建築賞の受賞経験を有する者
| 1） 高松宮殿下記念世界文化賞（建築部門） 2） プリツカー賞 3） RIBA（王立英国建築家協会）ゴールドメダル 4） AIA（アメリカ建築家協会）ゴールドメダル 5） UIA（国際建築家連合）ゴールドメダル | （※日本5 - 安藤 槇 伊東 谷口） （※日本7 - 安藤 槇 伊東 妹島/西沢 坂） （※日本4 - 安藤 伊東 磯崎） （※日本3 - 安藤 槇） （※日本2 - 安藤 槇） |

2 収容定員1.5万人以上のスタジアム（ラグビー、サッカー又は陸上競技等）の基本設計又は実施設計の実績を有する者
なお、実績を有する場合にはその基本設計又は実施設計において、管理技術者又は建築意匠に関する主任技術者として主要な役割を果たした者であることを要する。

### 審査と結果
締切の2012年9月25日までに計46作品（国内12点 / 海外34点）が集まり、同10月30日に1次審査に残った11点 の作品が発表された。応募期間が短かったことから安藤委員長が海外の著名建築家らに直接メールを送ってコンクールを告知もした。
同年11月7日の最終審査では「未来を示すデザイン」「スポーツ・イベントの際の実現性」「技術的チャレンジ」「実現性」の4項目で判断された。11月15日に最終審査結果が発表され、ザハ・ハディドが経営するイギリスの建築設計事務所ザハ・ハディド・アーキテクトのデザインが「最優秀賞」、オーストラリアのコックス・アーキテクチャーが「優秀賞」、日本のSANAAおよび日建設計が「入選」を受賞した。2013年3月19日の表彰式には、関係者のほか義家弘介（文部科学大臣政務官）やSPORTS JAPAN アンバサダーらも招かれた。ザハ・ハディドには賞金の2000万円が贈られ、基本設計・実施設計・施工のそれぞれの段階で「監修」に当たることになった（後に監修料13億円を支払うデザイン監修契約も結ばれるに至った）。なお、コンペでは「実施設計者」は選ばれなかった。審査委員長の安藤忠雄は後に、このデザインコンペが「アイデアのコンペ」だったとの認識を示した。
応募期間が約2か月しかなかったことについて、2次審査まで残った渡辺邦夫が「コンペ自体が実際に作る競技場の案を募るためではなく、国際オリンピック委員会（IOC）に開催を認めてもらえる案を決めるために行われた」との見解を示した。IOCへの計画書提出期限は2013年1月に迫っていた。
審査員だった内藤廣も一個人の見解として2013年、「世論喚起を急ぐあまり、広告代理店による誤解を招くような事前の情報発信があったこと」を反省点に挙げた。内藤は翌2014年、シンポジウム「新国立競技場の議論から東京を考える」の場で、同席したザハ案に異議を唱え続ける槇文彦らに対し、当時コンペの応募資格を日本建築家協会の新人賞受賞者や日本建築学会の受賞者などまで広げるべきではと主張したが実現しなかったことを、打ち明けた（前記の一覧のように個人による応募資格のハードルは高かった）。内藤は審査で唯一、ザハ案建設費用についての懸念を示していた。
また同年7月には（2013年11月に続き）、応募時のハディドの案が公募条件の建設範囲を逸脱していたものの、事後修正すれば良いとJSCにみなされたことが、東京新聞によって報道された。
なお、芦原太郎（日本建築家協会長）の談話によると、ザハ・ハディドは新国立競技場の設計者ではなくデザイン監修者であり、設計は日本の設計者が担当するという、設計責任を負わない形式になっているという。

### 全46作品の一覧
- 応募全46作品（★は最終選考の11作品[8]。数字は「作品番号」）[9]

|   |    | 応募者（企業名） | 所在国       | 代表者                                         |
| - | -- | --- | ------------ | ---------------------------------------------- |
|   | 01 | Jackson Architecture | 豪州         | Matthew Drysdale                               |
| ★ | 02 | 優秀賞 Cox Architecture | 豪州         | Alastair Richardson                            |
|   | 03 | U+EA (Derek Wilson Architects + Atelier Ashley Munday)                                                                        | イギリス     | Mr. Ashley Munday                              |
|   | 04 | Herzog & de Meuron Basel Ltd                                                                                                  | スイス       | Mr. Stefan Marbach, Partner Herzog & de Meuron |
|   | 05 | Antoine Predock Architect PC                                                                                                  | 米国         | Antoine Predock, FAIA                          |
|   | 06 | COOP HIMMELB(L)AU Wolf D.Prix & Partner ZT GmbH                                                                               | オーストリア | Wolf D.Prix                                    |
|   | 07 | SV60 arquitectos | スペイン     | Antonio González Cordón                        |
|   | 08 | stadiumconcept design consulting                                                                                              | ドイツ       | dipl. ing. architect peter knoebel             |
| ★ | 09 | POPULOUS | イギリス     | ROD SHEARD                                     |
|   | 10 | Heery International, Inc. | 米国         | Michael Holleman                               |
|   | 11 | Andrea Maffei Architects s.r.l. / Yoshino Hiroshi Architect Office / Studio Tecnico Majowiecki / Kankyo-Engineering Co., Ltd. | イタリア     | Andrea Maffei                                  |
| ★ | 12 | UNStudio / Yamashita Sekkei Inc.                                                                                              | オランダ     | UNStudio VAN BERKEL EN BOS U.N. STUDIO B.V     |
|   | 13 | Architectural Systems Office                                                                                                  | スイス       | Josep Acebillo                                 |
|   | 14 | MOREAU KUSUNOKI / Egis Batiment International                                                                                 | フランス     | Nicolas MOREAU                                 |
|   | 15 | DE LA CARRERA CAVANZO + MEMA ARQUITECTOS                                                                                      | コロンビア   | Fernando de la Carrera (De la Carrera Cavanzo) |
|   | 16 | 李祖原総合建築師事務所 / 環境設計研究室 / ムダン空間工作所 / Gerd Zimmermann                                                  | 台湾         | 李祖原                                         |
| ★ | 17 | 最優秀賞 Zaha Hadid Architects                                                                                                | イギリス     | Zaha Hadid                                     |
|   | 18 | Crawford Architects | 米国         | David Murphy                                   |
|   | 19 | Rafael Viñoly Architects | 米国         | Rafael Viñoly                                  |
|   | 20 | David Chipperfield Architects Gesellschaft von Architekten mbH                                                                | ドイツ       | Harald Müller                                  |
|   | 21 | FMA, Farshid Moussavi Architect + KSS Group                                                                                   | イギリス     | Farshid Moussavi                               |
|   | 22 | IDEA IMAGE INSTITUTE OF ARCHITECTS (IIIA)                                                                                     | 韓国         | CHUL-HEE KANG                                  |
|   | 23 | 黒川・DNA・オリエンタルコンサルタンツ・ナインステップス設計共同企業体                                                         | 日本・東京   | 黒川未来夫                                     |
| ★ | 24 | TABANLIOĞLU Architects Consultancy Limited Company                                                                            | トルコ       | İhsan Murat Tabanlıoğlu                        |
|   | 25 | (株)昭和設計 | 日本・大阪   | 沼田亘                                         |
| ★ | 26 | DORELL.GHOTMEH.TANE / ARCHITECTS & A+ARCHITECTURE                                                                             | フランス     | 田根剛                                         |
|   | 27 | 劉培森建築師事務所 | 台湾         | 劉培森                                         |
|   | 28 | (株)遠藤秀平建築研究所＋Schulitz+Partner Architects                                                                           | 日本・大阪   | 遠藤あおい                                     |
|   | 29 | 坂茂建築設計 / Atelier Frei Otto + Partne / 松田平田設計                                                                      | 日本・東京   | 坂茂                                           |
|   | 30 | Xaveer De Geyter Architecten B.V.B.A                                                                                          | ベルギー     | Xaveer De Geyter                               |
|   | 31 | (株)針生承一建築研究所 | 日本・宮城   | 針生承一                                       |
| ★ | 32 | (株)梓設計 | 日本・東京   | 杉谷文彦                                       |
| ★ | 33 | 伊東豊雄建築設計事務所 | 日本・東京   | 伊東豊雄                                       |
| ★ | 34 | 入選 (有)SANAA事務所 ＋ (株)日建設計                                                                                          | 日本・東京   | 妹島和世                                       |
| ★ | 35 | gmp・International GmbH | ドイツ       | Hubert Nienhoff                                |
|   | 36 | (株)佐藤総合計画 | 日本・東京   | 細田雅春                                       |
| ★ | 37 | (株)環境デザイン研究所 | 日本・東京   | 仙田順子                                       |
|   | 38 | Pelli Clarke Pelli Architects ＆ Kume Sekkei                                                                                  | 米国         | Cesar Pelli                                    |
|   | 39 | (株)鶴岡・泉・吉田建築設計室                                                                                                  | 日本・東京   | 鶴岡謙臣                                       |
|   | 40 | SOUTO MOURA - ARQUITECTOS, S.A.                                                                                               | ポルトガル   | EDUARDO SOUTO DE MOURA                         |
|   | 41 | DiG Sowińscy Architekci Sp. J.（＋Szymon Kalata Studio Kalata＋Przemysław Tymoszuk VIVA ARQUITECTURA!）                       | ポーランド   | Grzegorz Sowiński                              |
|   | 42 | Zwarts & Jansma Architects | オランダ     | R. Torsing MSc.                                |
|   | 43 | EGA_ERIK GIUDICE ARCHITECTURE                                                                                                 | フランス     | Erik Giudice                                   |
|   | 44 | (株)I・I・E国際環境研究所、(株)中田捷夫研究室、(株)テーテンス事務所、(株)アトリエテン                                         | 日本・東京   | 左高啓三                                       |
|   | 45 | M. Arthur Gensler Jr & Associates, Inc.                                                                                       | 米国         | Ron Turner                                     |
|   | 46 | Jakupa Architects & Urban Designers in association with Tsai Design Studio                                                    | 南アフリカ   | Pragasen Pather                                |

## ザハ・ハディド案
2012年のコンペで一旦選ばれたザハ・ハディド案。サドル型スタンドを採用。
座席間隔は、国際試合の標準とされる500mmが理想だったが、8万人規模実現のため480mm（一部は460mm）基準とせざるを得なかったという。

### 設計体制・施工体制
ザハ事務所（ZHA）は「デザイン監修」としての参加だった。
設計（ZHAと4社）
- ZHA
  - 内山美之（東京）、パウロ・フローレス（ロンドン）、ジム・ヘベリン（全体統括）
- 設計JV
  - 日建設計（構造）（全体統括と許認可）[注 8]
  - 梓設計（意匠）（建築全般）[注 9]
  - 日本設計（設備）
  - アラップ（構造）（環境シミュレーション、ファサード・エンジニアリング、屋根構造）[注 10]

この他にZHAの依頼で、開閉式屋根の専門家・ドイツの構造エンジニア会社、シュライヒ・バーガーマン・パートナー事務所も、コンサルタントとして加わったという。「基本設計」ではZHAから10人と設計JVから40 - 50人、「実施設計」ではZHAから6 - 8人と設計JVから約100人が参加した。
施工（2社）
- 大成建設（スタンド工区）[55]、竹中工務店（屋根工区）[56]

「新国立競技場 発注者支援業務 プロジェクト取組体制」も設置された（2013年8月時点）
- 3社のJV - 山下設計[注 11]（建築意匠、建築構造、電気設備の各検証）、山下ピー・エム・コンサルタンツ（全体マネジメント、機械設備検証）、建設技術研究所（土木検証）
- その他 - 川口衞構造設計事務所（構造アドバイザー）、尾島俊雄研究室（環境アドバイザー）

### キールアーチと地中構造物
屋根（正式な呼称は開閉式遮音装置）を支えるための、2本の弓状構造物「キールアーチ」。日本では開閉式ではないものの、岩手県営体育館、埼玉スタジアム2002、豊田スタジアム、ベスト電器スタジアムなどでも用いられている。しかし、ザハ案は大規模かつ、長さに対しては低すぎるため不安定で、建設が困難という専門家の指摘もあった。
広がろうとする力を止めるために、周囲をクロスタイやサイドストラット、ミニサイドストラットでも支える構想 の他、ケーブルでアーチ両端を結び、地中構造物の「アーチタイ」（鉄筋2300トン・コンクリート2万5000m3を使用とも）で固定する設計だった。当初は「スラストブロック」を用いる予定で、付近の都営地下鉄大江戸線（地下30m程度）との兼ね合いが指摘された。屋根工区全体の鉄骨重量は約2万トン・約200億円 といわれ、約3万トン・長さ370m・断面の直径7mという試算（森山高至ら）もあった。
アーチは、内部が骨組み有りの空洞で、換気ルートとしても活用。

### ザハ案と旧国立競技場の比較
| ザハ案                                                        | ザハ案                                                        |                         | 旧国立                                                 |
| 2015.07 実施設計                                              | 2014.05 基本設計<                                             |                         | 旧国立                                                 |
| 面積 （m2）                                                   |                                                               |                         |                                                        |
| 21万9430. 96                                                  | 21万0878                                                      | 延べ敷地                |                                                        |
| 11万3039. 62                                                  | 11万3366                                                      | 敷地                    | 7万1707 7万3958                                        |
|                                                               | （最大） 1万4380 （陸上） 1万8370                             | ←フィールド グラウンド→ | 1万7851                                                |
| 7万8110. 21                                                   | 7万3225                                                       | 建築面積                | 3万3716                                                |
|                                                               |                                                               | スタンド面積            | 2万5346                                                |
| その他設備                                                    |                                                               |                         |                                                        |
| S一部SRC造 地上6階/地下2階                                    | S一部SRC造 地上6階/地下2階                                    | 構造                    | RC一部S造 5階                                          |
| 3層式 （最大） 8万0305 （陸上） 7万2168                       | 3層式 （最大） 8万0137 （陸上） 7万2634                       | 座席数                  | （1958） 5万2000 （1964） 7万1556 （消防法で） 5万4224 |
| 400m 9レーン                                                  |                                                               | 陸上トラック            | 400m 8レーン                                           |
| （西） 約 70 m / （東） 約 62 m ※ 建築基準法上の高さ 67. 05 m | （西） 約 70 m / （東） 約 62 m ※ 建築基準法上の高さ 67. 05 m | 建物 最高高さ           | 約 30 m 照明塔 52. 32 m                                |
| 予算・工期                                                    |                                                               |                         |                                                        |
| 2520億円                                                      |                                                               | 総工費                  | 約 11億円                                              |
| 40億8100万円                                                  | 38億4241万円                                                  | ※ 収入 / 年             | 約 7億5000万円                                         |
| 40億4300万円 1046億円 / 50年                                  | 35億1174万円                                                  | ※ 支出 / 年             | 約 7億円                                               |
| 3年8か月                                                      | 3年6か月                                                      | 工期                    | 1年3か月                                               |

- 延べ敷地 - 機能上の面積（[88] 基本設計：22万2606m2）とは異なる。当初2012年の募集要項では約29万m2[4]。
- 構造 - 旧国立は、地下階は無いが地下通路はあった。
- 座席数 - 最大＝フットボールモード、陸上＝陸上モード（実施設計：車いす席146席の場合で、同406席では最大7万6555席・陸上6万8418席）。
- 総工費 - 旧国立は、現在の貨幣価値で約190億円とも[87][89] 。
- ※収支 - 旧国立は、2009 - 2013年度平均。支出すなわち維持管理費。

## 関連組織

### 有識者会議
国立競技場将来構想有識者会議。女性メンバーは皆無だった（WGには数名いた）。
計6回（2012年3月6日・7月13日・11月15日、2013年11月26日、2014年5月28日、2015年7月7日）開かれ、2015年7月23日に解散した（メンバーだった舛添都知事自身が在り方に疑問を呈してもいた）。
「施設建築」「スポーツ」「文化」の下部組織3ワーキンググループ（WG）から、コンペ前に計128項目の要望が寄せられ、電機メーカーなどから最先端技術の導入案も集まった。なお、民主党政権下の有識者会議（第1 - 3回）資料は、ほぼ未公開だった。ザハ案が決定した第3回の「議事録（要旨）」は公開されていたが、2015年8月に完全版の「発言録」を自民党行革本部が入手し開示した。
平成26年度
|            |    | 旧メンバー                |                                                                           |
| ---------- | -- | ------------------------- | ------------------------------------------------------------------------- |
| 佐藤禎一   |    |                           | 元文部事務次官、元ユネスコ代表部特命全権大使 【委員長（座長）】           |
| 安西祐一郎 |    |                           | 日本学術振興会理事長                                                      |
| 安藤忠雄   | WG |                           | 建築家 ※建築WG座長                                                        |
| 遠藤利明   |    | ★                         | 自民党、スポーツ議連・東京大会推進議連幹事長、2015年6月25日に五輪相に就任 |
| 小倉純二   | WG |                           | 日本サッカー協会名誉会長 ※スポーツWG座長                                  |
| 鈴木秀典   |    |                           | 日本アンチ・ドーピング機構会長                                            |
| 竹田恒和   |    |                           | 日本オリンピック委員会会長                                                |
| 張富士夫   |    |                           | 日本体育協会会長、トヨタ自動車名誉会長                                    |
| 都倉俊一   | WG |                           | 日本音楽著作権協会会長、作曲家 ※文化WG座長                                |
| 鳥原光憲   |    | *                         | 日本障がい者スポーツ協会会長                                              |
| 舛添要一   |    | ← 猪瀬直樹 ← 石原慎太郎 * | 東京都知事                                                                |
| 森喜朗     |    |                           | 日本ラグビー協会会長→名誉会長、東京大会組織委会長、第85・86代首相         |
| 横川浩     |    | ← 河野洋平 *              | 日本陸上競技連盟会長                                                      |
| 笠浩史     |    | ← 鈴木寛 *                | 民主党、東京大会推進議連幹事長代理                                        |

備考
※ 安藤・小倉・都倉は、「新国立競技場国際デザイン競技」審査員も務めた。
★ 第6回は、馳浩（自民党、スポーツ議連事務局長）
* 第3回代理：伍藤忠春副会長、秋山俊行副知事、尾縣貢、奥田